# 2020年の経済
2020年の経済（2020ねんのけいざい）では、2020年の経済分野に関する出来事について記述する。
2019年の経済 - 2020年の経済 - 2021年の経済

## できごと

### 1月
- 2日 -  アメリカ合衆国株式市場のダウ平均株価は過去最高の2万8868.80ドルで終えた。ナスダック総合指数も過去最高の9092.19、S&P 500も過去最高の3257.85[1]。
- 7日
  -  韓国の中央銀行は11月の経常収支(速報値)が59.7億ドルの黒字と発表した。7ヶ月連続黒字[2]。
  -  アメリカ合衆国ニューヨーク市場の金先物は7年ぶりの高値1574.30ドルで終えた[3]。
- 8日
  -  日本の厚生労働省は11月の実質賃金(速報値)が前年比0.9%減と発表した。所定内給与総額は前年比0.2%増加[4]。
  -  日本東京商品取引所の金先物は過去最高値5574円で終えた[5]。
- 9日 -  アメリカ合衆国株式市場のダウ平均株価は過去最高の2万8956.90ドルで終えた。ナスダック総合指数も過去最高の9203.43、S&P 500も過去最高の3274.70[6]。
- 10日
  -  日本の総務省は11月の消費支出が前年比2.0%減と発表した[7]。
  -  カナダ統計局は12月の失業率が前月比0.3%減の5.6%と発表した[8]。
- 13日 -  ベネズエラの国会は2019年のインフレ率が7,374.4%と発表した。前年1月9日発表時より3桁改善[9]。
- 14日 -  日本の財務省は11月の経常収支が1兆4368億円の黒字と発表した。黒字は65ヶ月連続[10]。
- 15日 -  韓国の統計庁は2019年の失業率が3.8%と発表した[11]。
- 16日 -  トルコの中央銀行は政策金利を0.75%引き下げ11.25%とした[12]。
- 17日
  -  中国の国家統計局は2019年の国内総生産が前年比6.1%増と発表した。29年ぶりの低水準[13]。
  -  アメリカ合衆国株式市場のダウ平均株価は過去最高の2万9348.10ドルで終えた。ナスダック総合指数も過去最高の9388.94、S&P 500も過去最高の3329.62[14]。
- 22日
  -  韓国の中央銀行は10-12月の国内総生産(速報値)が前期比1.2%増と発表した。2019年通年では2.0%増[15]。
  -  マレーシアの中央銀行は政策金利を0.25%引き下げ2.75%とした[16]。
- 23日
  -  アメリカ合衆国株式市場のナスダック総合指数は過去最高の9402.48で終えた[17]。
  -  オーストラリアの連邦統計局は12月の失業率が5.1%と発表した[18]。
  -  イギリス議会は欧州連合離脱関連法案を可決した[19]。
- 30日 -  アメリカ合衆国商務省は2019年の国内総生産(速報値)が前年比2.3%増と発表した。3年ぶりの弱い伸び[20]。
- 31日
  -  日本経済産業省は10-12月の鉱工業生産指数速報が前期比4.0%減と発表した[21]。
  -  日本総務省は12月の失業率が2.2%と発表した。2019年平均失業率は27年ぶりの低水準、2.4%[22]。

### 2月
- 3日 -  韓国の中央銀行は マレーシアの中央銀行との5兆ウォン(約4538億円)・150億マレーシアリンギ(約3960億円)規模の通貨スワップ協定を3年延長すると発表した[23]。
- 5日 -  ブラジルの中央銀行は政策金利を0.25%引き下げ4.25%とした[24]。
- 6日
  -  フィリピンの中央銀行は政策金利を0.25%引き下げ3.75%とした[25]。
  -  韓国の中央銀行は2019年の経常収支(速報値)が599.7億ドルの黒字と発表した。22年連続黒字[26]。
  -  韓国の企画財政部は中央銀行と オーストラリアの中央銀行との9兆ウォン・120億オーストラリアドル規模の通貨スワップ協定を3年延長すると発表した。規模が拡大された[27]。
  -  アメリカ合衆国株式市場のダウ平均株価は過去最高の2万9379.77ドルで終えた。ナスダック総合指数も過去最高の9572.15、S&P 500も過去最高の3345.78[28][29]。
- 7日
  -  日本厚生労働省は、速報で2019年の実質賃金が-0.9%で2年ぶりに減った。2019年の農水産物の輸出が0.6%増の9121億円にとどまり政府目標の1兆円に届かなかった。総務省によると2019年12月の1世帯当たりの消費支出は実質で前年同月比-4.8%で3か月連続のマイナスになった[30]
  -  日本の総務省は12月の消費支出が前年比4.8%減と発表した[31]。
  -  日本の厚生労働省は12月の実質賃金(速報値)が前年比0.9%減と発表した。所定内給与は前年比0.4%増[32]。
  -  ロシアの中央銀行は政策金利を0.25%引き下げ6%とした[33]。
  -  アメリカ合衆国労働省は1月の失業率が3.6%と発表した[34]。
- 10日 -  日本の財務省は12月の経常収支が5240億円の黒字と発表した[35]。
- 11日 -  アメリカ合衆国のニューヨーク連邦準備銀行は12月末の家計債務残高が過去最大の14.15兆ドルと発表した。低金利下で住宅ローンの契約が急増[36]。
- 12日
  -  アメリカ合衆国NYダウ平均株価は過去最高の2万9551.42ドルで終えた[37]。
  -  韓国の統計庁は1月の失業率が4.1%と発表した。前年同月より0.4%改善。15 - 64歳の就業率は過去最高(1989年集計開始)の66.7%[38]。
- 13日
  -  メキシコの中央銀行は政策金利を0.25%下げ7%とした[39]。
  -  日本東京商品取引所の金先物は過去最高値5554円で終えた[40]。
  -  フランスの国立統計経済研究所は10-12月の失業率が8.1%と発表した。11年ぶりの低水準[41]。
  -  アルゼンチンの中央銀行は政策金利を4%引き下げ44%とした[42]。
- 14日
  -  ドイツ連邦統計庁は10-12月の国内総生産が前期比ゼロ%と発表した[43]。
  -  アメリカ合衆国のナスダック総合指数は過去最高の9731.176で終えた、S&P 500も過去最高の3380.16[44][45]。
- 17日
  -  日本の内閣府は2019年10-12月期のGDPの速報値は実質で-1.6%（年率で－6.3%）となり、前回の消費税増税直後（2014年4-6月）の-7.4%以来5年半ぶりの大幅なマイナス成長になった[46]。
- 19日
  -  トルコの中央銀行は政策金利を0.5%引き下げ10.75%とした[47]。
  - 欧州連合の中央銀行は2019年のユーロ圏の経常収支が3620億ユーロの黒字と発表した[48]。
  -  アメリカ合衆国のナスダック総合指数は過去最高の9817.18で終えた。S&P 500も過去最高の3386.15[49][50]。
- 20日
  -  インドネシアの中央銀行は政策金利を0.25%引き下げ4.75%とした[51]。
  -  オーストラリアの連邦統計局は1月の失業率が5.3%と発表した。労働参加率は66.1%に上昇[52]。
  -  中国の中央銀行は政策金利(貸出基礎金利1年物)を0.1%引き下げ4.05%とした[53]。
  -  レバノン政府は金融危機対応のため国際通貨基金と協議を開始する[54]。
- 21日
  -  日本の東京の金先物は5日連続で過去最高値を更新した[55]。
  -  アメリカ合衆国ニューヨーク市場の金先物は7年ぶりの高値1648.80ドルで終えた[56]。
  -  香港政府は11 - 1月の失業率が3.4%と発表した[57]。
- 24日 -  アメリカ合衆国ニューヨーク市場の金先物の清算値は7年ぶりの高値1676.60ドルとなった[58]。
- 26日 -  オーストラリア豪ドルが対 アメリカ合衆国USドルで11年ぶりの豪ドル安の0.6600USドルとなった[59]。
- 28日
  -  アメリカ合衆国の長期金利が一時過去最低の1.2320%となった[60]。
  -  アメリカ合衆国の商務省は1月の個人消費支出が前月比0.2%増と発表した[61]。
  -  日本の総務省は1月の失業率が2.4%と発表した[62]。
- 29日 -  中国国家統計局と中国物流購買連合会は2月の景況感が2005年以降で過去最悪の35.7と発表した[63]。

### 3月
- 2日 -  日本財務省は10-12月の設備投資が3年ぶりの前年割れ、3.5%減と発表した[64]。
- 3日
  -  オーストラリアの中央銀行は政策金利を0.25%引き下げ過去最低の0.5%とした[65]。
  -  アメリカ合衆国の中央銀行は政策金利を0.5%引き下げ1.0 - 1.25%とした[66]。
  -  オーストラリアの連邦統計局は10-12月の経常収支が10億豪ドルの黒字と発表した[67]。
- 4日 -  カナダの中央銀行は政策金利を0.5%引き下げ1.25%とした[68]。
- 5日
  -  韓国の中央銀行は1月の経常収支(速報)が10.1億ドルの黒字と発表した[69]。
  -  韓国の中央銀行は インドネシアの中央銀行との10.7兆ウォン(約9690億円)・115兆ルピア(約8690億円)規模の通貨スワップ協定を3年延長すると発表した[70]。
- 6日
  -  アルゼンチンの中央銀行は政策金利を2%引き下げ38%とした[71]。
  -  アメリカ合衆国の長期金利が一時過去最低の0.66%となった[72]。
  -  ドイツの長期金利が過去最低のマイナス0.746%となった[73]。
  -  日本の厚生労働省は1月の実質賃金(速報値)が前年比0.7%増と発表した。所定内給与は前年比1.4%増[74]。
  -  日本の総務省は1月の消費支出が前年比3.9%減と発表した[75]。
  -  アメリカ合衆国の2月の失業率がの3.5%となった[76]。
- 7日 -  レバノン政府は3月9日が償還期限の外貨建て国債12億ドルの支払い延期を発表。事実上のデフォルト[77]。
- 9日
  -  日本の内閣府は10-12月の国内総生産(2次速報値)が前期比1.8%減と発表した。設備投資は4.6%減[78]。
  -  日本の財務省は1月の経常収支(速報値)が6123億円の黒字と発表した[79]。
  -  日本東京商工リサーチは2月の倒産件数が前年同月比10.7%増の651件となり6カ月連続で前年を上回ったと発表した[80]。
  -  アメリカ合衆国ニューヨーク原油先物WTIは前日比25%安の31.13ドルで29年ぶりの下げ幅となった。ブレント原油は前日比24%安の34.36ドル[81]。

- 10日 -  カザフスタンの中央銀行は政策金利を2.75%引き上げ12%とした[82]。
- 11日 -  イギリスの中央銀行は政策金利を0.5%引き下げ0.25%とした[83]。
- 12日
  -  ミャンマーの中央銀行は政策金利を0.5%引き下げ9.5%とした[84]。
  -  アメリカ合衆国株式市場のダウ平均株価は前日比9.99%下落、1987年以来の下落率を記録し2万1200.62ドルで終えた。ナスダック総合指数は9.43%下落、S&P 500は9.51%下落[85]。
- 13日
  -  セーシェルの仮想通貨デリバティブ取引所ビットメックス(en:BitMEX)がDDoS攻撃を受けていたことが判明した。ビットコイン価格の下落(約50%)で約1100億円が清算された[86]。
  -  カナダの中央銀行は政策金利を0.5%引き下げ0.75%とした[87]。
  -  オーストラリア豪ドルが対 アメリカ合衆国USドルで11年ぶりの豪ドル安の0.62145USドルとなった。NZドルは対USドルで11年ぶりの安値[88]。
  -  日本の日経平均株価が取引中に約30年ぶりの1800円超の下げ幅を記録した[89]。
- 16日
  -  韓国の中央銀行は政策金利を0.5%引き下げ過去最低の0.75%とした[90]。
  -  ニュージーランドの中央銀行は政策金利を0.75%引き下げ過去最低の0.25%とした[91]。
  -  チェコの中央銀行は政策金利を0.5%引き下げ1.75%とした[92]。
  -  中国国家統計局は1-2月の工業生産が前年同期比-13.5%と発表、1998年以降初めてマイナスになった。小売売上や固定資産投資も-20%以上で初のマイナスとなった[93]。
- 17日
  -  フランス、 アメリカ合衆国、 イギリス、 ドイツ、 日本、 イタリア、 カナダ、のG7首脳は新型コロナウイルス感染症の世界的流行への対応で、「金融・財政政策を含めあらゆる手段を総動員」と発表した[94]。
  -  ポーランドの中央銀行は政策金利を0.5%引き下げ1%とした[95]。
  -  チリの中央銀行は政策金利を0.75%引き下げ1%とした[96]。
  -  香港政府は12月から2月の失業率が9年ぶりの高水準3.7%と発表した[97]。
  -  ベネズエラの政府は国際通貨基金に金融支援を申請すると発表した。新型コロナウイルス対策のため方針転換した[98]。
- 18日 -  日本の国土交通省は1月1日時点での公示地価は全国平均で1.4%上昇した[99]。
- 19日
  -  オーストラリアの中央銀行は政策金利を0.25%引き下げ過去最低の0.25%とした[100]。
  -  インドネシアの中央銀行は政策金利を0.25%引き下げ4.5%とした[101]。
  -  フィリピンの中央銀行は政策金利を0.5%引き下げ3.25%とした[102]。
  -  イギリスの中央銀行は政策金利を0.15%引き下げ過去最低の0.1%とした[103]。
  -  中華民国の中央銀行は政策金利を0.25%引き上げ過去最低の1.125%とした[104]。
  -  アメリカ合衆国の商務省は10-12月の経常収支の赤字が前期比12.4%減の1098億ドルと発表した[105]。
  -  オーストラリア豪ドルが対 アメリカ合衆国USドルで2002年以来の豪ドル安の0.5508USドルとなった[106]。
  -  日本の東証の日経平均株価は2016年以来の安値1万6552.83円（コロナ・ショックの底）で終えた。TOPIXは3日続伸[107]。
  -  韓国ウォンが対 アメリカ合衆国ドルで11年ぶりの安値1269ウォンとなった[108]。
  -  アメリカ合衆国の中央銀行は オーストラリア、 ブラジル、 韓国、 メキシコ、 シンガポール、 スウェーデン、 デンマーク、 ノルウェー、 ニュージーランドの中央銀行と通貨スワップ協定を結んだと発表した[109]。
- 20日
  -  ノルウェーの中央銀行は政策金利を0.75%引き下げ過去最低の0.25%とした[110]。
  -  タイの中央銀行は政策金利を0.25%引き下げ0.75%とした[111]。
  -  アメリカ合衆国のニューヨーク原油先物WTIは一時20ドルを割り込み、週間で29%安、 イギリスのブレント原油は20%安となった[112]。
  - 欧州連合の中央銀行は1月のユーロ圏の経常収支が342億ユーロの黒字と発表した[113]。
- 23日 -  アメリカ合衆国の中央銀行は無制限の量的金融緩和政策を発表した[114]。
  - IIF国際金融協会は2020年の世界全体の経済成長率が-1.5%と金融危機後の2009年以来の11年ぶりのマイナスになると予測したと発表。先進国は-3.3%、日本は-2.6%と予測。金融危機と同等か更に悪化する可能性があると[115]。
- 24日 -  韓国は新型コロナウイルス対策の規模を100兆ウォンと発表した[116]。
- 26日 -  アメリカ合衆国の労働省は失業保険の申請者数が過去最大の330万人と発表した。これまでの最大は1982年の69.5万人[117]。
  -  日本政府は月例経済報告で国内景気判断を3か月ぶりに引き下げ「新型コロナウイルス感染症の影響により足元で大幅に下押しされており厳しい状況にある」とした。2013年7月から使われていた回復が6年9か月ぶりに消え、戦後最長のの景気拡大に終止符が打たれた[118]。
- 27日
  -  アメリカ合衆国で2.2兆ドル規模の新型コロナウイルス対策法案が成立した[119]。
  -  コロンビアの中央銀行は政策金利を0.5%引き下げ3.75%とした[120]。
  -  日本の日経平均株価が週間で7週間ぶりに上昇した[121]。
- 30日
  -  イギリスのブレント原油は2002年11月以来の安値22.76ドルとなった[122]。
  -  日本のコマーシャルペーパーの発行残高が過去最高の25兆円となった[123]。
  -  日本の総務省は2月の失業率が前月比横ばいの2.4%と発表した[124]。
- 31日 -  日本の日経平均株価が前年年度末比-10.8%で終わり時価総額が約68兆円減り、11年ぶりに2年連続で前年を下回った。雇用情勢判断で6年9か月ぶりに「改善」が消えた。有効求人倍率が2カ月連続で下がり2年11か月ぶりに1.45倍まで落ち込んだ[125]。

### 4月
- 1日
  - 3月の国内新車販売台数が前年同月比9.3%減の58万1438台で6カ月連続減、2019年度は4.2%減の503万8727台と発表。国交省は空港使用料を半年猶予する[126]。
- 2日
  - 日銀はマネタリーベースが3月末時点で前年同月比0.7%増の509兆2560億円と発表した。2月末より減少し3ヵ月連続で前月を下回った[127]。
  - アメリカの携帯電話事業会社T-Mobile USは190億ドル規模の社債を発行した。前日にスプリントを吸収合併した[128]。
- 3日
  - 信用交換所京都本社は2019年の全国の繊維関連業者の倒産概況によると、倒産件数は横ばいだったが負債額は前年比約38%増加し2015年以来の1千億円台になった[127]。
  - アメリカの労働省は3月の失業率が前月比0.9%増の4.4%と発表した[129]。リーマンショック後の80万人減以来の70万人減[130]。
- 7日
  - 大韓民国の中央銀行は2月の経常収支(速報)が64.1億ドルの黒字と発表した[131]。
  - 日本の総務省は2月の消費支出が前年比2.7%減と発表した。うるう年調整前は0.3%減[132]。
  - 日銀の3月の生活意識アンケートによると、個人の景況感は6.5p減の-36.3で7四半期連続で悪化し、2012年12月以来7年3か月ぶりの低水準になった。1年後の景況感は9.6p減のマイナス42.2となり2008年12月以来11年3か月ぶりの低水準になった [133]。

- 8日 - 日本の財務省は2月の経常収支(速報値)が3兆1688億円の黒字と発表した。68ヶ月連続の黒字[134]。
- 9日
  - ニューヨークで金先物価格が一時7年半ぶりの高値1754.5ドルとなった[135]。
  - ペルーの中央銀行は政策金利を1%引き下げ0.25%とした[136]。
- 13日 - 田中貴金属工業の金小売価格は1g当たり32円高の6513円になり40年ぶりに最高値更新[137]。
- 14日
  - ウズベキスタンの中央銀行は政策金利を1%引き下げ15%とした[138]。
  - 南アフリカ共和国の中央銀行は政策金利を1%引き下げ4.25%とした[139]。
  - 東京の金先物価格が1982年取引開始以来の最高値、5985円を付けた。田中貴金属工業の金小売価格が前日の40年ぶりの高値を6582円で更新[140]。
  - ニューヨークで金先物価格が7年半ぶりの高値1768.9ドルで終えた[141]。
- 16日 - フィリピンの中央銀行は政策金利を0.5%引き下げ2.75%とした[142]。
- 17日
  - 中国政府は1-3月の国内総生産が前年比6.8%減と発表した。1992年発表開始以来マイナス成長は初めて[143]。
  - ニューヨーク原油先物WTIは18年3ヶ月ぶりの安値、18.27ドルで終えた[144]。
  - 大韓民国の統計庁は3月の就業者数が前年比19.5万人減と発表した。2009年5月(24万人減)以来の減少幅[145]。
- 20日
  - 欧州連合の中央銀行は2月のユーロ圏の経常収支が400億ユーロの黒字と発表した[146]。
  - ニューヨーク原油先物WTIは、マイナス37.63ドルで終えた。マイナスは史上初めて。21日のWTI保有者は原油現物を受取り、保管コストを負担する[147]。
  - 香港政府は1?3月の失業率が9年ぶりの高水準4.3%と発表した[148]。
- 21日 - トイレットペーパーやティッシュペーパーの衛生用紙の3月の国内出荷量が前年同月比27.8%増の20万522トンになり、開始した1989年以来単月で過去最高となった。これまでの最高は2005年12月の17万8,535トン[149]。
- 22日 - トルコの中央銀行は政策金利を1%引き下げ8.75%とした[150]。
- 23日 - 月例経済報告で「急速に悪化しており極めて厳しい状況にある」。西村康稔は「過去に例を見ない極めて厳しい状況」[151]。
- 24日
  - ロシアの中央銀行は政策金利を0.5%引き下げ5.5%とした[152]。
  - アメリカ議会予算局の試算によると、2020年度末の債務残高はGDP比101%で1946年度の106%以来の高水準で2019年度末の79%から急上昇した[153]。
- 25日 - 厚生労働省は雇用調整助成金の助成率を要請に応じる事を条件に10割に引き上げると発表[154]。
- 26日 -  日本フードサービス協会の発表によると、3月の外食の売り上げは前年同月比17.3%減で1994年1月以降最大の減少率となった。三菱UFJ銀行は2023年度の国内の従業員数が17年度から8千人程減る。従来の6千人より減る見込み。財務省の4月の経済情勢報告は、極めて厳しい状況にあると評価した。2001年以来初めて、極めて厳しいを使った。全地域での下方修正はリーマンショック後の2009年1月以来11年3カ月ぶりだった[155]。
- 29日 - アメリカ合衆国政府は1-3月の国内総生産が前期比4.8%減と発表した。2008年以来の落ち込み[156]。
- 30日
  - アメリカ合衆国の商務省は3月の個人消費支出が前月比7.5%減と発表した[157]。1959年以降で最大[158]。
  - EU統計局によるとGDPは速報値で前期比3.8%減で年率で14.4%減で1995年以降で最悪。マイナス成長は2013年以来[159]。

### 5月
- 1日 - トルコリラは対円で史上最安値の15.16円まで急落した[160]。
- 4日 - 香港当局は1-3月の域内総生産が前期比8.9%減と発表した。減少幅は過去最大(統計開始1974年)[161]。
- 5日 - マレーシアの中央銀行は政策金利を0.5%引き下げ2%とした[162]。
- 6日 - ブラジルの中央銀行は政策金利を0.75%引き下げ過去最低の3%とした[163]。
- 7日
  - アメリカ合衆国労働省は新規失業保険申請件数は前週比67万7千件減の316万9千件となった。7週で累計3300万件を超えた[164]。
  - イングランド銀行(中央銀行)は2020年のGDPが前年比14%減になると発表[164]。
  - ノルウェーの中央銀行は政策金利を0.25%引き下げ過去最低の0%とした[165]。
  - 大韓民国の中央銀行は4月の経常収支(速報)が62.3億ドルの黒字と発表した[166]。
  - トルコリラは対ドルで史上最安値の7.26リラとなった[167]。
- 8日
  - 中国の国家外為管理局は1-3月の経常収支(速報)が297億ドルの赤字と発表した[168]。
  - 日本の厚生労働省は3月の実質賃金(速報値)が前年比0.3%減と発表した。所定内給与は前年比0.7%増[169]。
  - 日本の総務省は3月の消費支出が前年比6.0%減と発表した。2015年3月以来の減少幅[170]。
  - アメリカの労働省は4月の失業率が14.7%と発表した。実態は19.5%とも[171]。
- 11日
  - 東京証券取引所は3月期決算の上場企業約2300社の2割超が業績発表を延期していると発表[172]。
  - ビットコイン採掘(en:Cryptocurrency mining)の報酬が半減した。F2Poolは半減期直前にメッセージを挿入[173]。
- 12日 - ベトナムの中央銀行は政策金利を0.5%引き下げ貸付基準利率を4.5%、基準割引率を3%とした[174]。
- 13日
  - イギリス国家統計局は1-3月の国内総生産が前期比2%縮小と発表した。2008年以来の縮小幅[175]。
  - マレーシア統計局は1-3月の経常収支が95.04億リンギの黒字と発表した[176]。
- 14日
  - メキシコの中央銀行は政策金利を0.5%下げ5.5%とした[177]。
- 15日
  - 欧州連合統計局は1-3月のユーロ圏域内総生産（改定値）が前期比3.8%減と発表した。統計開始（1995年）以来最大の減少幅[178]。
  - レナウンが民事再生手続きに入ることが判明した。上場企業の経営破綻は今年初[179]。
- 18日
  - 日本の内閣府は1-3月の国内総生産(速報値)が前期比0.9%減と発表した。設備投資は0.5%減[180]。
  - 東京の金先物価格が1982年取引開始以来の最高値、6084円で終えた。田中貴金属工業の金小売価格が過去最高の6712円となった[181]。
- 20日
  - タイの中央銀行は政策金利を0.25%引き下げ0.5%とした[182]。
  - 欧州連合の中央銀行は3月のユーロ圏の経常収支が270億ユーロの黒字と発表した[183]。
  - インドネシアの中央銀行は1-3月の経常収支(速報値)が39.24億ドルの赤字と発表した。赤字幅は前期から5割以上縮小[184]。
  -  アメリカ合衆国の上院は外国政府の管理下にないと証明できない企業の証券の上場は禁止される法案を可決した[185]。
- 21日
  - トルコの中央銀行は政策金利を0.5%引き下げ8.25%とした[186]。
  - 南アフリカ共和国の中央銀行は政策金利を0.5%引き下げ3.75%とした[187]。
- 22日
  - インドの中央銀行は政策金利を0.4%引き上げ過去最低の4%とした[188]。
  - 日本の厚生労働省は3月の実質賃金(確報値)が前年比0.3%減と発表した。所定内給与は前年比0.4%増[189]。
  - アルゼンチンは債務不履行になった。6年ぶり9回目[190]。
  - 台湾の行政院主計総処は4月の失業率が4.03%と発表した[191]。
- 28日
  - 大韓民国の中央銀行は政策金利を0.25%引き下げ過去最低の0.5%とした[192]。
  - ポーランドの中央銀行は政策金利を0.4%引き下げ過去最低の0.1%とした[193]。
  - 台湾行政院主計総処は1-3月の域内総生産（改定値）が前年比1.59%増と発表した[194]。
- 29日
  - インド統計・計画実施省は1-3月の国内総生産が前年比3.1%増と発表した。8年ぶりの低い伸び[195]。
  - トルコ統計庁は1-3月の国内総生産が前年比4.5%増と発表した[196]。
  - フランス国立統計経済研究所は1-3月の国内総生産(確報値)が前期比5.3%減と発表した。50年ぶりの大幅減[197]。
  - イタリア国家統計局は1-3月の国内総生産（改定値）が前期比5.3%減と発表した。統計開始（1995年）以来の大幅減[198]。
  - ブラジル地理統計院は1-3月の国内総生産が前期比1.5%減と発表した。2015年以来の大幅減[199]。
  - アメリカ合衆国商務省は4月の個人消費支出が前月比13.6%減と発表した。統計開始（1959年）以来の大幅減[200]。
  - 日本の総務省は4月の失業率が2.6%と発表した。休業者数は統計開始（1967年）以来最大だった3月を上回った[201]。
- 30日 - マカオ政府統計調査局は1-3月の域内総生産が前年比48.7%減と発表した。個人消費は15.2%減[202]。

### 6月
- 2日 -  オーストラリアの連邦統計局は1-3月の経常収支が過去最高の84億豪ドルの黒字と発表した[203]。
- 3日 -  オーストラリアの統計局は1-3月の国内総生産が前期比0.3%減と発表した。9年ぶりのマイナス成長[204]。
- 4日 -  韓国の中央銀行は4月の経常収支が31.2億ドルの赤字と発表した[205]。
- 5日
  -  日本の総務省は4月の消費支出が前年比11.1%減と発表した。統計開始（2001年）以来の減少幅[206]。
  -  カナダ統計局は5月の失業率が前月比0.7%増の13.7%と発表した[207]。
- 8日
  -  日本の内閣府は1-3月の国内総生産（改定値）が前期比2.2%減と発表した。設備投資は1.9%増だが回答率が低く実勢と異なる[208]。
  -  日本の財務省は4月の経常収支(速報値)が2627億円の黒字と発表した。前年比84.2%減[209]。
- 10日
  -  韓国の統計庁は5月の失業率が前年比0.5%増の4.5%と発表した。5月としては99年以来の高水準[210]。
  -  アメリカ合衆国のナスダック総合指数は過去最高の10020.35で終えた[211]。
- 17日 -  ブラジルの中央銀行は政策金利を0.75%引き下げ過去最低の2.25%とした[212]。
- 18日
  -  ニュージーランドの統計局は1-3月の国内総生産が前期比1.6%減と発表した。29年ぶりの大幅減[213]。
  -  オーストラリアの統計局は5月の失業率が7.1%と発表した。労働参加率は2001年以来の低水準62.9%に上昇[214]。
- 19日 -  ロシアの中央銀行は政策金利を1%引き下げ4.5%とした[215]。
- 23日 -  アメリカ合衆国のナスダック総合指数は過去最高の10131.37で終えた。ニューヨークで金先物価格が2012年10月以来の高値、1782ドルで終えた[216]。
- 25日 -  メキシコの中央銀行は政策金利を0.5%引き下げ5%とした[217]。
- 26日 -  アメリカ合衆国商務省は5月の個人消費支出が前月比8.2%増と発表した。統計開始（1959年）以来の大幅増[218]。
- 29日 -  ベトナムの統計総局は1-6月の国内総生産が前年比1.8%増と発表した[219]。
- 30日
  -  南アフリカ共和国の統計局は1-3月の国内総生産が前期比2.0%減と発表した。3期連続のマイナス成長[220]。
  -  サウジアラビアの総合統計庁は1-3月の国内総生産が前期比1.0%減と発表した。非石油セクターは1.6%増[221]。
  -  フランス国立統計経済研究所は5月の消費支出が前月比36.6%増と発表した。5月11日からのロックダウン緩和の影響[222]。
  - ニューヨークで金先物価格が8年9カ月ぶりの高値1800.5ドルとなった[223]。
  -  日本の経済産業省は5月の鉱工業生産指数が前月比8.4%減と発表した。比較可能な13年1月以降で最低[224]。
  - 日本の総務省は5月の失業率が2.9%と発表した。3年ぶり高水準[224]。

### 7月
- 1日 -  日本の田中貴金属工業の金小売価格が過去最高値、6826円に設定された。東京の金先物価格が一時、過去最高値の6202円を付けた[225]。
- 2日
  -  アメリカ合衆国のナスダック総合指数は過去最高の10207.63で終えた[226]。
  -  アメリカ合衆国の労働省は6月の失業率が12.3%と発表した。5月は16.4%[227]。
  -  イギリスの高等法院は ベネズエラの中央銀行がイギリスの中央銀行に預けていた金現物(10億ドル相当)の所有権はグアイド国会議長にあるとの判決を下した[228]。
  -  アルゼンチンの国家統計センサス局は1-3月の国内総生産が前年比5.4%減と発表した[229]。
- 7日
  -  マレーシアの中央銀行は政策金利を0.25%引き下げ過去最低の1.75%とした[230]。
  -  韓国の中央銀行は5月の経常収支が22.9億ドルの黒字と発表した[231]。
  -  日本の厚生労働省は5月の実質賃金が前年比2.1%減と発表した。所定内給与は0.2%増[232]。
  -  日本の総務省は5月の消費支出が前年比16.2%減と発表した。比較可能な2001年1月以降で最大の減少[233]。
  -  マレーシア証券取引委員会のシャリア諮問委員会はイスラム法でデジタル資産取引は許容されると発表した[234]。
- 8日
  -  日本の財務省は5月の経常収支が1兆1768億円の黒字と発表した[235]。
  -  アメリカ合衆国ニューヨークで金先物価格が8年10カ月ぶりの高値1820.6ドルとなった[236]。
  -  イギリスのロンドンで金現物価格が一時9年ぶりの高値1817ドルとなった[237]。
- 9日 -  日本の東京商品取引所の金先物価格が過去最高値6894円となった[237]。
- 10日 -  アメリカ合衆国のナスダック総合指数は過去最高の10617.44で終えた[238]。
- 14日 -  シンガポール貿易産業省は4-6月の国内総生産が前期比41.2%減と発表した。技術上の景気後退[239]。
- 16日
  -  中国は4-6月の国内総生産が前年比3.2%増と発表した[240]。
  -  オーストラリアの統計局は6月の失業率が7.4%と発表した。1998年以来の高水準[241]。
- 20日
  -  アメリカ合衆国のナスダック総合指数は過去最高の10767.09で終えた[242]。
  -  香港は6月の失業率が15年ぶりの高水準、6.2%と発表した[243]。
- 22日 -  中華民国(台湾)は失業率が6月としては7年ぶりの高水準、3.96%と発表した[244]。
- 23日 -  韓国の中央銀行は4-6月の国内総生産(速報値)が前期比3.3%減と発表した。1998年以来の低水準[245]。
- 24日
  -  ロシアの中央銀行は政策金利を0.25%引き下げ4.25%とした[246]。
  -  アメリカ合衆国ニューヨークで金先物価格が過去最高値1897.50ドルとなった[247]。
- 27日
  -  日本の財務省は1-3月の設備投資額が前年比0.1%増と発表した。売上高、経常利益は減収減益[248]。
- 29日 -  アメリカ合衆国の中央銀行は9カ国との通貨スワップ協定を6ヶ月延期した(来年3月末まで)。規模は 韓国、 オーストラリア、 ブラジル、 メキシコ、 シンガポール、 スウェーデンの6カ国がそれぞれ600億ドル、 デンマーク、 ノルウェー、 ニュージーランドの3カ国がそれぞれ300億ドル[249]。
- 30日
  -  アメリカ合衆国商務省は4-6月の国内総生産が年率換算で前期比32.9%減と発表した。過去最大(1947年統計開始)の落ち込み[250]。
  -  中華民国(台湾)の株価指数加権指数が過去最高の1万2722.92で終えた。27日、30年5カ月ぶりに過去最高値を更新していた[251]。
- 31日
  - 欧州連合の統計局は4-6月の域内総生産(速報値)が前期比12.1%減と発表した。過去最大(1995年統計開始)の落ち込み[252]。
  -  アメリカ合衆国商務省は6月の個人消費支出が前月比5.6%増と発表した[253]。
  - ユーロは対ドルで2年2ヶ月ぶりのユーロ高、1.1889ドルとなった[254]。
  -  アメリカ合衆国ニューヨークで金先物価格が過去最高値1985.90ドルとなった[255]。
  -  日本の総務省は6月の完全失業率が前月比0.1%減の2.8%と発表した[256]。

### 8月
- 3日 -  日本の内閣府は1-3月の国内総生産(再改定値)が年率換算で前期比0.6%減と発表した。感染拡大のため異例の発表[257]。
- 5日
  -  ブラジルの中央銀行は政策金利を0.25%引き下げ過去最低の2%とした[258]。
  -  インドネシアの中央統計庁は4-6月の国内総生産が前年比5.32%減と発表した。マイナス成長は20年ぶり[259]。
  -  アメリカ合衆国の上院共和党の議員団と大統領は9月末で期限切れとなる6ヶ月250億ドル規模の雇用支援制度(大半は返済が不要)を6ヶ月延長すると発表した[260]。
- 6日
  -  フィリピンの統計局は4-6月の国内総生産が前年比16.5%減と発表した。過去最大(統計開始1981年)のマイナス成長[261]。
  -  韓国の中央銀行は6月の経常収支(速報値)が68.8億ドルの黒字と発表した[262]。
  -  アメリカ合衆国ニューヨークで金先物価格が過去最高値2069.40ドルとなった。ナスダック総合指数は過去最高の11108.07で終えた[263]。
  -  中華民国(台湾)の株価指数、加権指数が過去最高の1万2913.50で終えた[264]。
- 7日
  -  中国の国家外為管理局は4-6月の経常収支が1196億ドルの黒字と発表した[265]。
  -  日本の総務省は6月の消費支出が前年比1.2%減と発表した[266]。
  -  日本、東京の金先物価格が一時、過去最高値の7032円を付けた[267]。
  -  日本の田中貴金属工業の金小売価格が過去最高値、7769円に設定された[268]。
  -  トルコリラは対ドルで史上最安値の7.365リラとなった[269]。
  -  アメリカ合衆国の労働省は7月の失業率が前月比0.9%減の10.2%と発表した[270]。
- 11日 -  日本の財務省は6月の経常収支が1675億円の黒字と発表した[271]。
- 12日 -  イギリス統計局は4-6月の国内総生産(速報値)が前期比20.4%減と発表した[272]。
- 13日
  -  メキシコの中央銀行は政策金利を0.5%下げ4.5%とした[273]。
- 14日
  -  中華民国(台湾)主計総処は4-6月の域内総生産（改定値）が前年比0.58%減と発表した[274]。
  - 欧州連合統計局は4-6月のユーロ圏域内総生産（改定値）が前期比12.1%減、前年比15.0%減と発表した。過去最大のマイナス[275]。
  -  マレーシアの中央銀行は4-6月の国内総生産が前年比17.1%減と発表した[276]。
- 17日
  -  日本の内閣府は4-6月の国内総生産(速報値)が年率換算で前期比27.8%減と発表した。過去最大(統計開始1955年)のマイナス成長[277]。
  -  中華民国(台湾)の株価指数、加権指数が過去最高の1万2956.11で終えた[278]。
- 19日
  - 欧州中央銀行は6月のユーロ圏の経常収支が206.9億ユーロの黒字と発表した[279]。
  -  香港政府統計処は5-7月の失業率(速報値)が6.1%と発表した[280]。
- 19日
  -  マカオ金融管理局は2019年の経常収支が1428億マカオパタカ(約1兆8955億円)の黒字と発表した[281]。
  -  アメリカ合衆国のナスダック総合指数は過去最高の1万1311.80で終えた。S&P 500も過去最高の3397.16[282]。
- 28日
  -  アメリカ合衆国商務省は7月の個人消費支出が前月比1.9%増と発表した。物価は前月比1.0%上昇[283]。
  -  アメリカ合衆国のS&P 500は過去最高の3508.01で終えた。ナスダック総合指数も過去最高の1万1695.63[284]。
- 31日
  -  コロンビアの中央銀行は政策金利を0.25%下げ2%とした[285]。
  -  トルコ統計庁は4-6月の国内総生産が前年比9.9%減と発表した[286]。

### 9月
- 1日
  -  オーストラリア統計局は4-6月の経常収支が過去最高、177.38億豪ドルの黒字と発表した[287]。
  -  日本財務省は4-6月の法人企業統計で設備投資額が前年比11.3%減と発表した。前年比17.7%減収、46.6%減益[288]。
- 2日
  -  オーストラリア統計局は4-6月の国内総生産が前期比7.0%減と発表した。過去最大(統計開始1959年)のマイナス成長[289]。
  -  アメリカ合衆国のS&P 500は過去最高の3580.84で終えた。ナスダック総合指数も過去最高の1万2056.44[290]。
- 4日
  -  アメリカ合衆国の労働省は8月の失業率が前月比1.8%減の8.4%と発表した[291]。
- 8日
  -  日本の内閣府は4-6月の国内総生産(2次速報値)が年率換算で前期比28.1%減と発表した[292]。
  - 欧州連合統計局は4-6月のユーロ圏域内総生産(確報値)が前期比11.8%減、前年比14.7%減と発表した。過去最大(統計開始1995年)のマイナス[293]。
  -  日本の財務省は7月の経常収支が前年比27.4%減の1兆4683億円の黒字と発表した[294]。
  -  日本の総務省は7月の消費支出が前年比7.6%減と発表した[295]。
- 9日
  -  トルコのリラは対ドルで史上最安値の7.498リラとなった[296]。
  -  ロシアの連邦統計局は4-6月の国内総生産(改定値)が前年比8.0%減と発表した[297]。
- 16日
  -  中華民国(台湾)の株価指数、加権指数が過去最高の1万2976.76で終えた[298]。
- 17日
  -  ニュージーランドの統計局は4-6月の国内総生産が前年比12.2%減と発表した[299]。
  -  オーストラリアの連邦統計局は8月の失業率が6.8%と発表した[300]。
- 18日
  -  アメリカ合衆国の商務省は4-6月の経常収支が前期比52.9%減の1705億ドルの赤字と発表した[301]。
  -  日本の中央銀行は マレーシアの中央銀行との30億ドル規模の通貨スワップ協定を締結したと発表した[302]。
  -  日本の総務省は8月のコアCPI(物価指数)が前年比0.4%低下と発表した。4年ぶり大幅下落[303]。
  -  バミューダの証券取引所(en:Bermuda Stock Exchange)は仮想通貨ETF「Hashdex Nasdaq Crypto Index」を上場承認し年内に取引開始すると発表した[304][305]。
- 22日 -  アルゼンチンの国家統計局は4-6月の国内総生産が前年比19.1%減と発表した。(同国の)歴史上、最大の下落[306]。
- 23日 -  ブラジルの中央銀行は8月の経常収支が37億ドルの黒字と発表した。統計開始(1995年)以来で最高[307]。
- 24日
  -  トルコリラは対ドルで史上最安値の7.70リラとなった[308]。
  -  トルコの中央銀行は政策金利を2%上げ10.25%とした[309]。
  -  メキシコの中央銀行は政策金利を0.25%下げ4.25%とした[310]。
  - 仮想通貨市場データアグリゲーターのGlassnode(グラスノード)は現在(2020年9月)、ビットコインの実現時価総額が1150億ドル(約12.1兆円)と発表した。2017年の430億ドルを上回っている[311]。
- 25日 -  マカオの政府統計調査局は6-8月の失業率が2.8%と発表した。5-7月より0.1増[312]。
- 30日
  -  ベトナムの中央銀行は政策金利を0.5%下げ4%とした[313]。
  -  アメリカ合衆国商務省は4-6月の国内総生産(確報値)が年率換算で前期比31.4%減と発表した。過去最大(1947年統計開始)の落ち込み[314]。
  -  ブラジルの地理統計院は5-7月の失業率が13.8%と発表した[315]。

### 10月
- 1日
  -  アメリカ合衆国商務省は8月の個人消費支出が前月比1.0%増と発表した。物価は前月比1.4%上昇[316]。
  -  日本の東京証券取引所はシステム障害で全銘柄の取引を終日停止し、翌2日に再開した。同システムを利用する札幌証券取引所、名古屋証券取引所、福岡証券取引所も同様[317]。
- 2日
  -  イタリア国家統計局は4-6月の国内総生産が前期比13.0%減に改定した。前年比は18.0%減[318]。
  -  日本の総務省は8月の完全失業率が前月比0.1%増の3.0%と発表した。有効求人倍率は6年7ヶ月ぶりの低水準1.04倍[319]。
  -  アメリカ合衆国の労働省は8月の失業率が前月比0.5%減の7.9%と発表した。コロナ禍前(2月)の水準より1070万人の雇用が失われている[320]。
  - 国際航空運送協会は8月の「旅客キロ」が国際線で前年比88.3%減、国内線で50.9%減と発表した[321]。
- 8日
  -  日本の内閣府は4-6月の需給ギャップがマイナス10.2%と発表した。過去最大(1980年統計開始)のマイナス[322]。
  -  日本の財務省は8月の経常収支が2兆1028億円の黒字と発表した[323]。
  -  韓国の中央銀行は8月の経常収支(速報値)が65.7億ドルの黒字と発表した[324]。
- 9日
  -  イギリス国立統計局は8月の国内総生産が前月比2.1%増と発表した[325]。
  -  日本の厚生労働省は8月の実質賃金が前年比1.4%減と発表した。所定内給与は0.1%減[326]。
  -  日本の総務省は8月の消費支出が前年比6.9%減と発表した。減少は11ヶ月連続[327]。
- 16日 -  ブラジルの地理統計院は9月第4週の失業率が過去最高の14.4%と発表した[328]。
- 19日 -  中国は7-9月の国内総生産が前年比4.9%増と発表した[329]。
- 20日
  -  バハマの中央銀行(バハマ中央銀行)が世界初の中央銀行発行デジタル通貨「Sand Dollar」を発行したと公表された[330]。
  -  香港の政府統計処は7-9月の失業率が15年8カ月ぶりの高水準、6.4％と発表した[331]。
- 22日 -  トルコリラは対ドルで史上最安値の7.9847リラとなった[332]。
- 23日
  -  日本の厚生労働省は8月の実質賃金(確報値)が前年比1.4%減と発表した。所定内給与は0.3％減[333]。
  -  マカオの政府統計調査局は7-9月の失業率が2.9%と発表した。4-6月より0.4増[334]。
  -  韓国の中央銀行は 中国と4000億元規模の通貨スワップ協定を締結したと発表した。新たな協定は2025年10月10日まで[335]。
- 28日 -  カンボジアで中央銀行発行デジタル通貨「バコン」の正式運用開始が報道された[336]。
- 29日 -  アメリカ合衆国商務省は7-9月の国内総生産(速報値)が年率換算で前期比33.1%増と発表した。過去最大(1947年統計開始)の伸び[337]。
- 30日
  - 欧州連合統計局は7-9月のユーロ圏域内総生産(速報値)が前期比12.7%増、前年比4.3%減と発表した[338]。
  -  フランス国立統計経済研究所は7-9月の国内総生産(速報値)が前期比18.2%増と発表した[339]。
  -  日本の財務省が2019年度の利益剰余金(内部留保)は前年比2.6%増の475兆0161億円と発表した。8年連続過去最高、設備投資は10.4%減[340]。

### 11月
- 3日
  -  オーストラリアの中央銀行は政策金利を0.15%下げ0.1%とした[341]。
- 5日
  -  インドネシアの統計局は7-9月の国民総生産が前年比3.49%減と発表した。20年ぶりの景気後退[342]。
  -  韓国の中央銀行は9月の経常収支(速報値)が102.1億ドルの黒字と発表した[343]。
- 6日
  -  日本の厚生労働省は9月の実質賃金(速報値)が前年比1.1%減と発表した。所定内給与は0.2％増[344]。
  -  アメリカ合衆国の労働省は10月の失業率が前月比1%減の6.9%と発表した[345]。
  -  日本の日経平均株価は29年ぶりの高値、2万4325円で終えた[346]。
- 7日 -  トルコの大統領は中央銀行総裁を解任した。6日にリラは対ドルで史上最安値の8.58リラとなっていた[347]。
- 9日 -  中国の株価指数、CSI300指数が5年ぶりの高値、4981.350で終えた[348]。
- 10日
  -  日本の財務省は9月の経常収支が1兆6602億円の黒字と発表した[349]。
  -  フィリピンの統計庁は7-9月の国民総生産が11.5%減と発表した[350]。
- 12日 -  日本の日経平均株価は29年ぶりの高値、2万5520.88円で終えた[351]。
- 13日
  -  ザンビア政府のドル建て国債がデフォルト状態となった[352]。
  -  アメリカ合衆国のS&P 500は過去最高の3585.15で終えた[353]。
  -  中華民国(台湾)の株価指数、加権指数が過去最高の1万3273.33で終えた[354]。
- 13日
  -  オランダの中央統計局は7-9月の国民総生産が前年2.5比%減と発表した[355]。
- 16日
  -  アメリカ合衆国NYダウ平均株価は過去最高の2万9950.44ドルで終えた。S&P 500も過去最高、3626.91で終えた[356]。
  -  日本の内閣府は7-9月の国内総生産(速報値)が年率換算で前期比%21.4増と発表した。1968年以来の大幅な伸び[357]。
- 17日 -  日本の日経平均株価は29年ぶりの高値、2万6014.62円で終えた[358]。
- 18日
  -  中華民国(台湾)の株価指数、加権指数が過去最高の1万3773.29で終えた[359]。
  -  アメリカ合衆国の取引所Coinbaseはビットコイン（BTC,₿）の時価総額が過去最高の3348億USドルになったと公表した[360]。
- 19日
  -  トルコの中央銀行は政策金利を4.75%上げ15%とした[361]。
  -  インドネシアの中央銀行は政策金利を0.25%引き下げ3.75%とした[362]。
  -  フィリピンの中央銀行は政策金利を0.25%引き下げ2%とした[363]。
  -  オーストラリアの統計局は10月の失業率が7.0%と発表した[364]。
- 20日
  -  マカオの統計調査局は7-9月の域内総生産が年率換算で前年比63.8%減と発表した[365]。
  -  インドネシアの中央銀行は7-9月の経常収支(速報値)が9億6416万米ドルの黒字と発表した。黒字は9年ぶり[366]。
- 24日
  -  アメリカ合衆国株式市場のダウ平均株価は過去最高の3万0046.24ドルで終えた[367]。
  - Coinmarketcap上では、ビットコイン（BTC,₿）の時価総額が過去最高の3630億USドルになった[368]。
- 25日
  -  中華民国(台湾)の株価指数、加権指数が過去最高の1万3878.01で終えた[369][370]
  -  メキシコの中央銀行は7-9月の経常収支が174億9800万USドルの黒字と発表した。黒字幅は過去最大[371]。
  -  中国の中央銀行は 香港金融管理局との5,000億元(約７兆9,400億円)・5,900億HKドル規模の通貨スワップ協定を5年延長すると発表した。従来の4,000億元・4,700億HKドル規模から拡大[372]。
- 26日
  -  日本の中央銀行の総資産額は9月末に690兆円となり、過去最高を更新した。前年比21%増[373]。
  -  メキシコの国立統計地理情報院は7-9月の国民総生産(暫定値)が前期比12.1%増、前年比8.6%減と発表した[374]。
- 27日
  -  アメリカ合衆国株式市場のナスダック総合指数は過去最高の1万2205.846、S&P 500は過去最高の3638.35で終えた[375]。
  -  韓国株式市場のKOSPIは過去最高の2633.45で終えた[376]。
  -  日本の日経平均株価は29年半ぶりの高値、2万6644.71円で終えた[377]。
- 30日 -  トルコの統計庁は7-9月の国民総生産が前期比15.6増、前年比6.7%増と発表した[378]。

### 12月
- 1日
  -  カナダの統計庁は7-9月の国民総生産が前期比15.6%増、前年比6.7%増と発表した[378]。
  -  韓国の中央銀行は7-9月の国民総生産(改定値)が前期比2.1%増、前年比1.1%減と発表した[379]。
  -  スイスの経済省経済事務局は7-9月の国民総生産が前期比7.2%増と発表した[380]。
  -  イタリアの国家統計局は7-9月の国民総生産(改定値)が前期比15.9%増、前年比5.0%減と発表した[381]。
  -  日本の財務省は7-9月の法人企業統計で設備投資額が前年比10.7%減と発表した。利益準備金(内部留保)は3.1%減、従業員数は2.8%減[382]。
  -  日本の総務省は10月の完全失業率が前月比0.1%増の3.1%と発表した[383]。
- 2日 -  オーストラリア統計局は7-9月の国内総生産が前期比3.3%増と発表した[384]。
- 3日
  -  日本の日経平均株価は29年7カ月ぶりの高値、2万6809.37円で終えた[385]。
  -  フィリピンの統計庁は10月の完全失業率が8.7%と発表した。過去最悪だった4月の失業率は17.6％[386]。
- 4日
  -  中華民国(台湾)の株価指数、加権指数が過去最高の1万4132.44で終えた[387]
  -  アメリカ合衆国株式市場のダウは過去最高の3万218.26ドル、ナスダック総合指数は過去最高の1万2464.23、S&P 500は過去最高の3699.12で終えた[388]。
  -  韓国の中央銀行は10月の経常収支(速報値)が116.6億ドルの黒字と発表した。3年ぶりの高水準[389]。
  -  韓国株式市場のKOSPIは過去最高の2731.45で終えた[390]。
- 8日
  -  日本の内閣府は7-9月の国内総生産(改定値)が年率換算で前期比22.9%増と発表した。4月-6月はマイナス29.2％[391]。
  -  日本の財務省は10月の経常収支が2兆1447億円の黒字と発表した[392]。
  -  日本の総務省は10月の消費支出が前年比1.9％増と発表した[393]。
  -  アメリカ合衆国株式市場のナスダック総合指数は過去最高の1万2582.77、S&P 500は過去最高の3702.25で終えた[394]。
- 9日
  -  中華民国(台湾)の株価指数、加権指数が過去最高の1万4390.14で終えた。4日連続で過去最高値を更新[395]
  -  日本の日経平均株価は29年8カ月ぶりの高値、2万6817.94円で終えた[396]。
- 10日 -  南アフリカ共和国の中央銀行は7-9月の経常収支が2975億ランドの黒字と発表した。黒字幅はこれまでの最高記録の4倍以上[397]。
- 11日
  -  韓国株式市場のKOSPIは過去最高の2770.06で終えた[398]。
  -  日本の携帯電話事業会社日本電信電話は総額1兆円の社債を発行すると発表した。日本での1度の社債発行額としては過去最大[399]。
- 15日 −  イギリスの国立統計局は8-10月の完全失業率が4.9%と発表した。4年強ぶりの高水準[400]。
- 16日 − ビットコインの価格が初めて2万ドルを超えた[401]。
- 17日
  -  ニュージーランドの統計局は7-9月の国内総生産が前期比14.0%増と発表した。4月-6月はマイナス11.0％[402]。
  -  アメリカ合衆国株式市場のダウ平均株価は過去最高の30303.37ドル、ナスダック総合指数は過去最高の1万2764.75、S&P 500は過去最高の3722.48で終えた[403]。
  -  韓国の中央銀行は アメリカ合衆国の中央銀行と600億ドル規模の為替スワップ契約満了日を6カ月延長し、2021年9月30日までと発表した[404]。
  -  アルゼンチンの国家統計センサス局は7-9月の完全失業率が11.7%と発表した。前年比2.0%増、前期比1.4%減[405]。
- 18日
  -  日本の総務省は消費者物価(生成食品を除く)が前年比0.9%減と発表した。10年ぶりの大幅低下[406]。
  -  アメリカ合衆国の商務省は7-9月の経常収支が前期比10.6%増の17８5億ドルの赤字と発表した。12年ぶりの大幅赤字[407]。
  - 欧州中央銀行は10月のユーロ圏の経常収支が266億ユーロの黒字と発表した[408]。
  -  韓国株式市場のKOSPIは過去最高の2772.18で終えた[409]。
- 21日 -  日本の中央銀行は9月末の家計の金融資産残高が過去最高の1901兆円と発表した。前年比2.7％増。企業の金融資産は前年比6.1％増の1215兆円[410]。
- 22日 -  アメリカ合衆国株式市場のナスダック総合指数は過去最高の1万2807.92で終えた[411]。
- 23日 -  アメリカ合衆国商務省は11月の個人消費支出が前月比0.4%減と発表した[412]。
- 24日
  -  韓国株式市場のKOSPIは過去最高の2806.86で終えた[413]。
  -  トルコの中央銀行は政策金利を2%上げ17%とした[414]。
- 25日 -  日本の総務省は11月の完全失業率が前月比0.2%減の2.9%と発表した[415]。
- 26日 - ビットコインの価格が初めて2万5000ドルを超えた。ビットコイン時価総額が評価額世界13位のVisaを超えた[416]。
- 28日 -  アメリカ合衆国株式市場のナスダック総合指数は過去最高の1万2899.42で終えた[417]。
- 29日 -  日本の日経平均株価は30年ぶりの高値、2万7568円で終えた[418]。
- 30日
  - ユーロは対ドルで2年8ヶ月ぶりのユーロ高、1.2295ドルとなった[419]。
  -  韓国株式市場のKOSPIは過去最高の2873.47で終えた[420]。
- 31日
  -  アメリカ合衆国株式市場のダウ平均株価は過去最高の3万606.48ドルで終えた。S&P 500も過去最高の3756.07[421]。
  -  オーストラリアドルは対ドルで18年4月以来の豪ドル高、0.7743米ドルとなった。 ニュージーランドドルは対ドルで18年4月以来のNZドル高、0.7241米ドル。 イギリスポンドは対ドルで18年5月以来のポンド高、1.3656ドル[422]。